# Rubus parviflorus

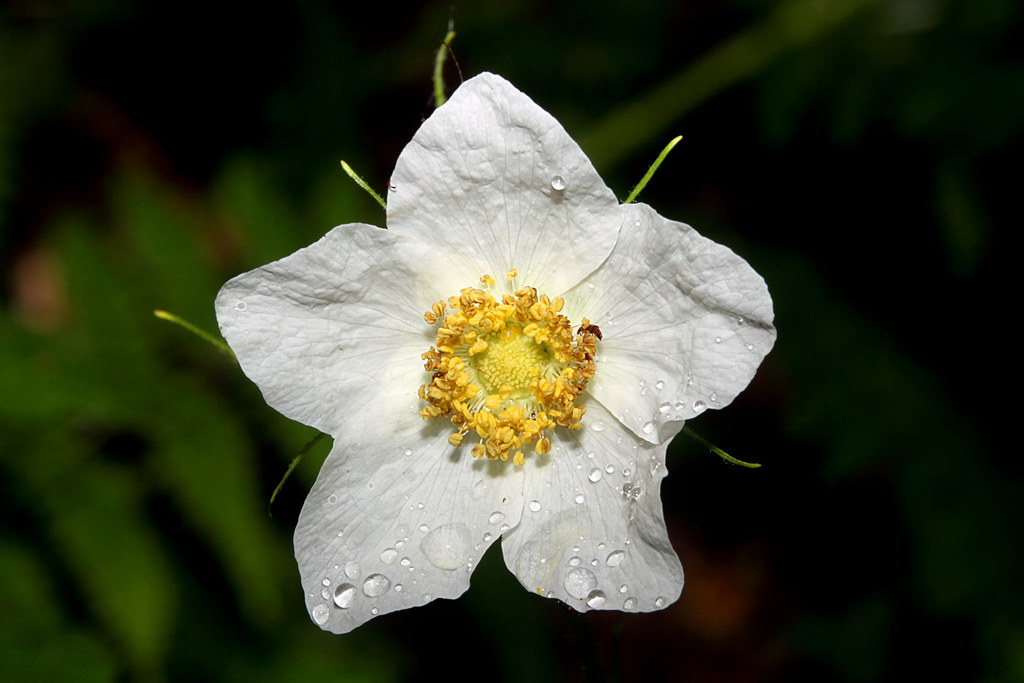
Hoa của R. parviflorus

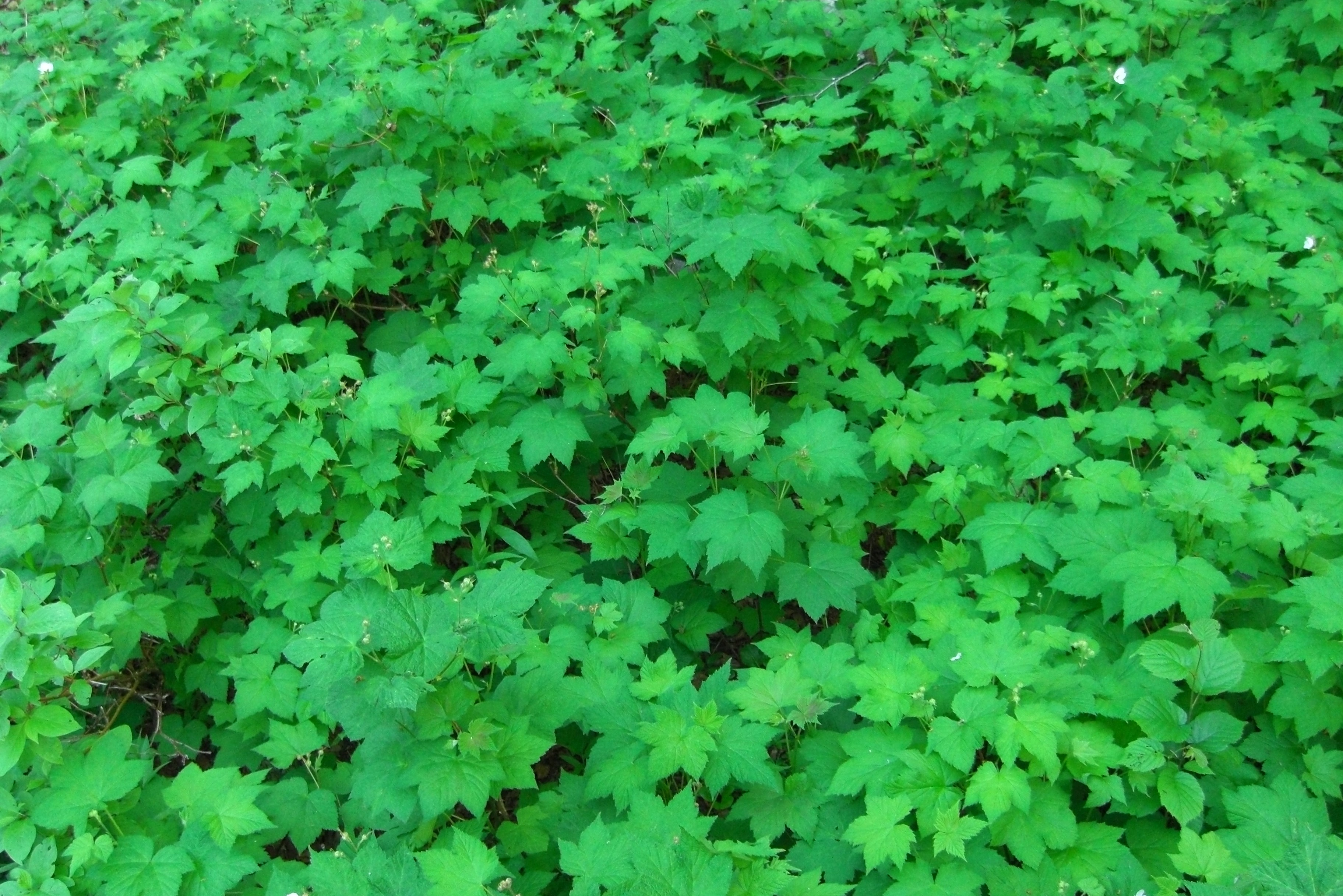
Bụi lá

Không được nhầm lẫn với Rubus rosifolius, cũng được gọi là thimbleberry
Rubus parviflorus, hay còn thường được gọi là thimbleberry, là một loài thực vật có hoa thuộc chi Mâm xôi.

## Phân bố
R. parviflorus có nguồn gốc từ vùng phía tây Bắc Mỹ, trải dài từ Alaska đến các bang ở phía nam như California, New Mexico, Chihuahua, thậm chí là tới San Luis Potosí (bang của Mexico). Phạm vi của nó còn kéo dài về phía đông đến dãy núi Rocky và không liên tục ở vùng Ngũ Đại Hồ. R. parviflorus thường phát triển ở độ cao từ 0 đến 3.000 m.

## Môi trường sống
R. parviflorus thường mọc ven đường, trong các trảng cỏ và các khu rừng, kể cả các vùng ven biển, hay bất kỳ nơi nào ẩm ướt. R. parviflorus được tìm thấy trong các quần thể thực vật bao gồm Dryopteris arguta, Trillium ovatum và Smilacina racemosa.

## Mô tả
R. parviflorus là một cây bụi rụng lá, tán dày đặc, cao tới 2,5 mét, vỏ màu xám, dễ tróc. Thân cây có đường kính không quá 1,5 cm, cây con mọc từ thân rễ cây mẹ. Không giống như nhiều thành viên khác trong chi, R. parviflorus lại không có gai. Lá như hình lòng bàn tay, mỏng, có 5 tới 7 thùy, rộng đến 20 cm (lớn hơn nhiều so với hầu hết các loài khác trong chi). Hoa có đường kính từ 2 đến 6 cm, với 5 cánh hoa màu trắng với nhiều nhị hoa màu vàng nhạt, nở vào tháng 5 và 6. Hoa của R. parviflorus cũng lớn hơn nhiều so với các loài Rubus, trong khi cái tên parviflorus trong tiếng Latin nghĩa là "hoa nhỏ", thật là một sự nhầm lẫn. Quả hạch ăn được, đường kính khoảng 1 cm, khi chín có màu đỏ tươi, vào giữa đến cuối hè (tháng 7 - 9).

## Sử dụng
Quả của R. parviflorus rất mềm, nhiều hạt, nên không thể đóng gói để vận chuyển, vì vậy R. parviflorus không được trồng thương mại. Tuy nhiên, dân địa phương thường thu nhặt quả dại để ăn sống, phôi khô trữ đông, làm mứt.
R. parviflorus chủ yếu được trồng như cây cảnh bởi vì hoa thơm và màu lá đỏ khi về thu. Nhiều bộ phận của R. parviflorus được sử dụng trong y học của người Mỹ bản xứ.